# تسودا أوميكو
تسودا أوميكو (بالإنكليزية:  Tsuda Umeko، وباليابانية: 津田 梅子) (31 كانون الأول / ديسمبر عام 1864 - 16 آب / أغسطس 1929) مدرّسة يابانية، ومسيحية، ورائدة في تعليم المرأة في عصر مييجي في اليابان، كان اسمها الأصلي تسودا أومي، علماً أن مومي أو أومي في اليابانية تشير إلى المشمش الياباني، وقد احتفظت باسمها أثناء دراستها في الولايات المتحدة الأمريكية قبل أن تغيّره لأوميكو عام 1902.

## حياتها المبكرة

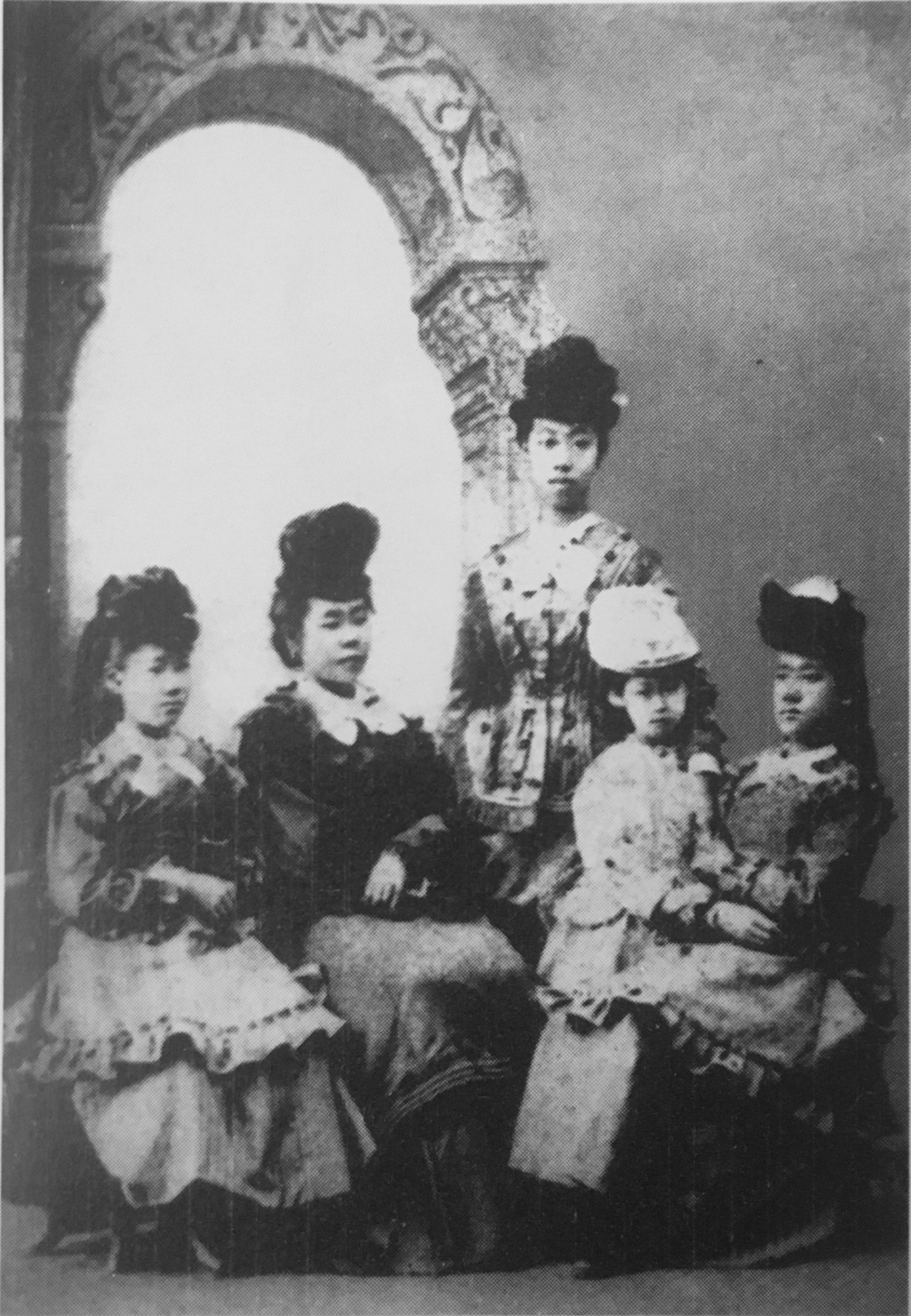
أول طالبة يابانية تدرس في الخارج، من اليسار، ناجاي شيغي (10 سنوات)، أويدا تي (14 سنة)، يوشيماسو ريو (14 سنة)، تسودا أومي (6 سنوات)، وياماكاوا سوتيماتسو (11 سنة)، في أول زي غربي لهم، في شيكاغو أوائل عام 1872.

وُلدت تسودا أومي في حيّ أوشيغومي في إيدو (المسماة حالياً بمينامي، والواقعة في شينجوكو) كالابنة الثانية لتسودا سين وزوجته هاتسوكو، وكانت خبيرة زراعية تقدمية، ومؤيدة قوية لغربنة اليابان ونشر المسيحية فيها، وفي عام 1871، انخرط تسودا سين في مشروع هوكايدو الاستعماري تحت إمرة كورودا كيوتاكا، وطرح موضوع التعليم الغربي للنساء إلى جانب الرجال.
طوّع تسودا سين ابنته أومي تحت رعاية كورودا كإحدى الأعضاء النساء الخمسة المرسلات لمهمة إيواكورا، وكانت أومي أصغرهن سناً إذ كان عمرها 6 سنوات آنذاك، فوصلت إلى سان فرانسيسكو في تشرين الثاني/ نوفمبر عام 1871، وبقيت في الولايات المتحدة الأمريكية كطالبة حتى بلوغها الثامنة عشرة من عمرها.
عاشت تسودا في العاصمة واشنطن منذ كانون الأول/ ديسمبر عام 1871 مع تشارلز لانمان، سكرتير المفوضية اليابانية، وزوجته أدلين، وقد عاملاها كابنتهما لعدم إنجابهما أطفالاً، وقد ارتادت باسم أومي تسودا مدرسة جورج تاون الجامعية متوسطة الطبقة، ودخلت بعد تخرجها معهد آركر، والذي قدم الخدمات لبنات السياسيين والبيروقراطيين، فبرعت في اللغة، والرياضيات، والعلوم والموسيقى، وخصوصاً في البيانو، كما تعلّمت اللاتينية والفرنسية إلى جانب الإنكليزية، وبعد عام من وصولها للولايات المتحدة الأمريكية، طلبت أومي أن تتعمد كمسيحية، ورغم كون آل لانمان تابعين للكنيسة الأسقفية، قررا التوجه للكنيسة السويدية القديمة اللا طائفية.

## العودة لليابان
كانت تسودا قد نسيت لغتها اليابانية الأصلية تقريباً لدى عودتها لليابان عام 1882، ما تسبب لها بصعوبات مؤقتة، كما عانت من مشاكل ثقافية في التأقلم مع الوضع الدوني للنساء في اليابان، فحتى والدها، تسودا سين، الذي كان ذا فكر غربي راديكالي في مجالات عديدة، احتفظ بأبويته وسلطويته التقليديتين فيما تعّلق بالنساء.
عيّن إيتو هوروبومي أومي معلمةً لأطفاله، وفي عام 1885 بدأت تعمل في مدرسة مخصصة لبنات طبقة الكازوكو للنبلاء اليابانيين، وعُرفت بمدرسة النبيلات (Gakushūin أو 学習院)، ولكن تسودا لم تكن راضية عن اقتصار فرص التعليم على النبلاء، ولا عن سياسة المدرسة التي حددت هدف تعليم الفتيات بتهذيبهن ليصبحن سيدات، وتدريبهن كزوجات مطيعات وأمهات حسنات، لذا قررت العودة للولايات المتحدة الأمريكية، وقد ساعدتها في ذلك زميلتها أليس بيكون منذ عام 1888.

## إقامتها الثانية في الولايات المتحدة الأمريكية
عادت تسودا للولايات المتحدة الأمريكية وارتادت كلية برين ماور في فيلاديلفيا منذ عام 1889 وحتى 1892، حيث تخصصت في علم الأحياء والتعليم، ودرست في كلية القديسة هيلدا في أوكسفورد، وقررت خلال إقامتها للمرة الثانية في الولايات المتحدة الأمريكية أن تسعى لمنح النساء اليابانيات الفرصة للدراسة خارج اليابان مثلها، فألقت العديد من الخطابات العامة عن تعليم أولئك النساء، وجمعت مبلغاً مالياً قدره 8000 دولار أمريكي لتأسيس منحة دراسية لليابانيات.

## تأسيس كلية تسودا
بعد عودتها لليابان، علّمت تسودا أومي مجدداً في مدرسة النبيلات، إلى جانب مدرسة طوكيو النسائية للمعلمات (تسمى حالياً بجامعة أوشانوميزو)، إذ بلغ دخلها الـ 800 ين، وكانت منزلتها أعلى مما هو متاح للنساء في عصرها، كما نشرت العديد من الأطروحات وألقت خطابات عن تحسين أوضاع النساء.
في عام 1899، اقتضى قانون التعليم العالي للفتيات إنشاء كل مقاطعة لمدرسة إعدادية عامة واحدة على الأقل للفتيات، ولكن هذه المدارس لم تكن قادرة على تأمين جودة التعليم ذاتها الموجودة في مدارس البنين، وفي عام 1900، أنشات تسودا بمساعدة صديقتيها؛ الأميرة أوياما سوتيماتسو، وأليس بيكون، المعهد النسائي لدراسات اللغة الإنكليزية (Joshi Eigaku Juku أو 女子英学塾) في حي كوجيماتشي الواقع في طوكيو، لضمان تأمين فرص متساوية لجميع النساء ليتلقين تعليم الفنون المتحررة بغض النظر عن نسبهن.
بعد ذلك غيّرت تسودا أومي اسمها لتسودا أوميكو عام 1902، وواجهت مدرستها نقصاً مزمناً بالتمويل، فأقضت تسودا معظم وقتها وهي تجمع التبرعات لدعمها، إلى أن تلقت المدرسة اعترافاً رسيماً عام 1903، نظراً لجهود تسودا الحماسية.
وفي عام 1905، أصبحت تسودا أول من ترأس فرع الجمعية المسيحية العالمية للنساء اليافعات (YWCA) في طوكيو عاصمة اليابان.

## وفاتها
أفضت حياة تسودا دائمة الانشغال إلى تقويض صحتها، فقاست من نوبة قلبية، وفي كانون الثاني/ يناير عام 1919، تقاعدت لتسكن كوخها الصيفي في كاماكرو، حيث توفيت بعد فترة مرض طويلة عام 1929، وقد أُنشئ قبرها على أراضي كلية تسودا في كودايرا الواقعة في طوكيو، كما أن تسودا لم تتزوج قط.

## إرثها
غيّر المعهد النسائي لدراسات اللغة الإنكليزية  اسمه لـ (Tsuda Eigaku Juku) عام 1933، وأصبح بعد الحرب العالمية الثانية كلية تسودا، ولا يزال أحد أرقى المعاهد النسائية للتعليم العالي في اليابان.
ورغم رغبة تسودا العارمة بتحقيق إعادة تشكيل اجتماعي لوضع النساء، فإنها لم تناصر حركة نسوية اجتماعية، فكانت نشاطاتها معتمدة على فلسفتها بأن التعليم ينبغي أن يركز على تنمية ذكاء الفرد وشخصيته/ها، وستتم طباعة صورة تسودا على أوراق نقدية يابانية جديدة ستصدر عام 2024.